# Halo Saibold
Halo Saibold, eigentlich Hannelore Saibold (* 1. Oktober 1943 in Bankau, Oberschlesien als Hannelore Kulessa) ist eine ehemalige Politikerin von Bündnis 90/Die Grünen.
Halo Saibold war Gründungsmitglied der grünen Partei sowohl in Bayern als auch im Bund. Von 1979 bis 1982 war sie Mitglied im Landesvorstand Bayern, von 1980 bis 1981 Mitglied im Bundesvorstand. In der 11. Wahlperiode (1987 bis 1990) und der 13. Wahlperiode (1994 bis 1998) gehörte sie dem Deutschen Bundestag an, in den sie über die Landesliste der bayerischen Grünen gewählt worden war. Von 1994 bis 1998 war sie Vorsitzende des Ausschusses für Fremdenverkehr und Tourismus.
Im März 1998 provozierte sie mit ihrer Anregung, seltener mit dem Flugzeug in den Urlaub zu reisen, eine heftige Reaktion in der Öffentlichkeit.
Bei der Bundestagswahl 1998 verpasste sie als Siebte der bayerischen Landesliste knapp den Wiedereinzug in den Bundestag. Im darauffolgenden Jahr trat sie aus Protest gegen die Haltung der Bundesregierung im Kosovokrieg aus ihrer Partei aus.
Saibold ist von Beruf Gesundheitsberaterin. Sie ist verwitwet und hat zwei Kinder.